# Невадьево
Невадьево (иногда в старинных документах фигурирует как Невадево или Невадово) — село в Вачском районе Нижегородской области. Входит в состав Казаковского сельсовета.

## Происхождение названия
Исследователь В. Л. Васильев пишет, что по антропологической основе Невадьево (название погоста на Окуловских озёрах недалеко от Мурома, где сейчас находится село) связано с ойконимом Неважи, названием деревни Новоладожского уезда Санкт-Петербургской губернии, соотносимого по корню с древнерусским «вадити» — звать, приглашать, и имя погоста имеет буквальный смысл «незваный». Есть версия, что название погоста происходит от личного имени Невадий, которое, в свою очередь, произошло от имени Невадъ.

## История

### Первые упоминания
Невадьевский погост возле Окуловских озёр впервые упоминается в писцовых книгах в 1629 — 1630 гг. В то время на погосте располагалось два деревянных храма — один в честь Параскевы Пятницы, другой в честь Николая Чудотворца. Невадьево также упоминается в книге 1863 года «Списки населенных мест Владимирской губернии по сведениям 1859 г» за номером 3498 как населенный пункт Казаковской волости Муромского уезда Владимирской губернии, расположенный в 58 верстах от уездного города при озёрах Окуловских, имеющий 3 двора (6 мужчин и 7 женщин жителей) и погост, одну православную Церковь. Престольные праздники: 10 ноября (Параскевы Пятницы), 19 декабря (Никола Зимний), 22 мая (Никола Вешний) по новому стилю.

### Каменная церковь
В 1837 году в этом месте был возведён каменный храм в честь Параскевы Пятницы, в 1857 году к нему была достроена колокольня. В храме было два престола — главный в честь Параскевы Пятницы, а теплый в честь Николы Чудотворца. В советские времена церковь была разграблена и пришла в запустение.
Клир храма:
- Поп Иван (1676)
- Священник Евгений Красовский
- Священник Павел Побединский
- Священник Андрей Кипарисов
- Священник Константин Тихомиров
- Священник Александр Светаев
- Священник Петр Богословский
- Священник Иван Барышников (1930-е)
- Диакон Филипп Счастливов
- Псаломщик Григорий Знаменский
- Псаломщик Павел Казаков
- Псаломщик Иоанн Половиков
- Псаломщик Алексей Быстрицкий
- Псаломщик Василий Афинский

В Исповедных ведомостях (росписи) церквей Муромского уезда за 1777 год (ф. 556, оп. 107, д. 19, 861 л.) упоминается приходской священник села Невадьево Алексей Иванов.
Во «Владимирских епархиальных ведомостях» (1894, №15) можно найти упоминание о том, что 12 июля 1894 года из села Аннина Владимирского уезда на невадьевский погост был переведён священник Иоанн Елпифидоров.
Дореволюционные метрические книги Пятницкой церквы на Невадьевской погосте хранятся в Государственном архиве Владимирской области (ф. 590, о. 4, д.: 192, 200, 206, 215, 224, 233, 242, 251, 260, 269).

### Лица, связанные с селом
- Владимир Семёнович Счастливцев (род. ранее 1836 — ум. 1913) — родом из села Невадьева, педагог духовных школ Владимирской епархии, о котором во «Владимирских епархиальных ведомостях» №19, стр. 396, за 1913 год было сказано, что он «был сыном бедного и многосемейного псаломщика с. Невадьева, Муромского уезда. Рано лишившись отца и оставшись вместе с другими братьями и сестрами на попечении вдовы-матери, Владимир Семенович, по его словам, и в пору „счастливого детства“ видел мало радостных дней: „горе да нужда безысходная“ были товарищами и спутниками его детских годов. Когда ему было семь лет от рождения, мать его — бедная дьячиха вдова вынуждена была приставить сына пасти овец и другой скот в своём стаде. Полтора года мальчик был пастухом и прямо, по его словам, „от стада безсловесных был взят в духовную школу, с малым обучением только от матери своей чтению по книгам церковной печати“». Последние дни своей жизни провёл в кругу семьи своего родственника-дьякона с. Чулкова Муромского уезда. В этом же селе был похоронен[11].
- Барышников Иван Васильевич родился в 1881 году в селе Казаково Муромского уезда Владимирской губернии, священник. Проживал в селе Невадьево, Вачского района Горьковской области. Арестован 15.10.1937 г., приговорен к 10 годам ИТЛ[12].
- На невадьевском погосте похоронены свыше сорока участников Великой Отечественной войны, их фамилии: Воробьёв, Зайцев, Колчин, Краснов и Краснова, Колотухин, Крошилин, Лапшин, Лунин, Разумков, Серов, Соснин, Холодов, Шутов[13]. В электронных базах данных отыскиваются сканы около тридцати записей в старых документах (несколько записей могут описывать события с одним человеком) об уроженцах и жителях села Невадьево, отправившихся на Великую Отечественную войну, их фамилии Лапшин, Серов, Соснин, Шутов, Мурхоманов[14], а также Романов[15].
- Лапшин Николай Васильевич (06.11.1946 - 14.03.1985) — подполковник авиации, командир эскадрильи вертолетов Ми-6, в Вооруженных Силах СССР с 30.8.1965, окончил Сызранское ВВАУЛ, в Республике Афганистан с 22.12.79 по 18.11.82 и с 19.4.84 совершил 215 боевых вылетов и налетал более 230 часов. Его вертолет перевез более 3000 человек, из них 270 раненых, и 680 тонн различных грузов. 14.3.1985 в районе нас. пункта Пули-Хумри самолет ВВС РА, пилотируемый афг. летчиком, при заходе на вынужденную посадку потерпел аварию и столкнулся с вертолетом Лапшина, в результате чего произошел взрыв. Отважный офицер погиб. За мужество и отвагу награждён орденом Красной Звезды и Красного Знамени посмертно. Похоронен в родном селе.  погиб в Афганистане[16][17][18][19].

## Население
| 1859 | 1905 | 1926 | 1999 | 2002 | 2010 |
| ---- | ---- | ---- | ---- | ---- | ---- |
| 13   | →13  | ↗182 | ↘10  | →10  | ↘0   |

### Современное состояние
Соборная часть церкви приблизительно до 2004 года использовалась под магазин, остальная часть — под зернохранилище. Под куполом церкви частично сохранились росписи XIX века. В настоящее время находится под охраной государства как объект градостроительства и архитектуры. Документ о принятии на госохрану № 286.
Село имеет три улицы, покрытие дорог грунтовое. В центре располагается памятник погибшим в годы Великой Отечественной войны. Площадь кладбища составляет 11 гектаров, общее количество захоронений оценивается в 3300.